# Lupin III - La cospirazione dei Fuma
Lupin III - La cospirazione dei Fuma (ルパン三世 風魔一族の陰謀?, Rupan Sansei - Fūma ichizoku no inbō) è un film del 1987 diretto da Masayuki Ōzeki. Quarto film anime della serie di Lupin III, fu concepito come OAV ma distribuito in un numero limitato di cinema giapponesi dalla Toho il 26 dicembre 1987; l'uscita in home video avvenne il 5 aprile 1988. A causa di limiti di budget, la TMS impiegò un cast vocale della Aoni Production anziché quello ufficiale del franchise e sostituì il compositore abituale Yūji Ōno con Kiyoshi Miyaura. È il primo film della serie ad essere ambientato totalmente in Giappone.

## Trama
Lupin III si reca, assieme Fujiko Mine e Daisuke Jigen, al matrimonio shinto di Goemon Ishikawa con la giovane Murasaki Suminawa; la famiglia Suminawa ha fatto fortuna da secoli costruendo meccanismi e trabocchetti complicati, ed ha accumulato un grande tesoro; il segreto del suo nascondiglio è racchiuso in un vaso custodito dalla famiglia Suminawa, che sarà ereditato da Goemon e dalla sua sposa. Il tesoro fa gola al clan dei ninja Fuma da circa 4 secoli; un gruppo di ninja irrompe alla cerimonia. L'interferenza di Lupin, Jigen e Fujiko manda a monte il furto, quindi i ninja rapiscono Murasaki per scambiarla col vaso; il nonno di Murasaki si rifiuta però di barattare il tesoro con la vita della nipote. Lupin e Jigen provvedono a prendere il vaso ed aiutano Goemon a recuperare la sposa, anche se il samurai non vuole che i suoi amici prendano il tesoro.
Tra gli invitati alla cerimonia c'era anche un poliziotto, Kazami, che in realtà è un infiltrato dei Fuma; Kazami va a trovare Zenigata, ritiratosi in clausura e dedito alla vita monastica; l'ispettore vide Lupin saltare in aria in mare e lo credette morto, e decise di diventare un bonzo e pregare per l'anima del ladro (per tutto il film, Zenigata sfoggia i capelli cortissimi, poiché ha appena smesso di tagliarseli a zero come prevede la regola dei bonzi); Kazami gli mostra una foto presa di nascosto al matrimonio e Zenigata, intrigato, ritorna in servizio. L'ispettore ed il ladro si incroceranno casualmente per strada, e il detective scoppierà a piangere tentando di acciuffare Lupin da macchina a macchina; dando vita ad un buffissimo inseguimento. L'ispettore (imbeccato da Kazami) si ripresenta allo scambio con i Fuma, che ne approfittano per svignarsela con il vaso travestiti da poliziotti.
Fujiko segue i Fuma nel loro covo, dove i ninja riescono, dopo molte analisi, a leggere la mappa incisa sul vaso; ore prima, Lupin aveva casualmente fatto la stessa scoperta; Fujiko viene catturata e imprigionata col vaso in testa, e Kazami le ruba il ciondolo che ha al collo, poiché Lupin ci aveva messo un segnalatore. Il finto poliziotto lo usa per far cadere Lupin e Jigen in trappola portandoli alla stazione di polizia; Lupin, già insospettito dall'esito dello scambio, intuisce che Kazami fa il doppio gioco e lo rivela a Zenigata; quando Kazami e Lupin scappano in direzioni opposte, l'ispettore corre dietro al ladro.
Fujiko intanto si libera rompendo il vaso in testa alla guardia, e tra i cocci trova una chiave che porta via. Intanto il vecchio Suminawa, che ha scoperto il furto del vaso, si reca in un luogo e spara con una doppietta ad una teca piazzata vicino ad una cascata, dopo averla aperta. Qui i Fuma vengono ad aprire l'ingresso del nascondiglio, e il vecchio viene gettato in un crepaccio.
Goemon e Murasaki arrivano anch'essi ed entrano per assicurarsi che il tesoro sia al sicuro; ad un certo punto tornano indietro, ignari che i Fuma, bloccati ed indecisi sul da farsi, hanno trovato la strada grazie a loro; ma sulla via Goemon incrocia Lupin, Jigen e Fujiko, ed è costretto ad accompagnarli. Zenigata arriva insieme ai suoi uomini e trova il signor Suminawa, che gli rivela un segreto.
La chiave trovata da Fujiko serviva a sbloccare il meccanismo nascosto nel tempietto che Suminawa ha distrutto; poiché il meccanismo non è stato usato prima di aprire la porta d'ingresso alle grotte, è partito un sistema di ingranaggi che funziona come un timer: entro un'ora circa il nascondiglio esploderà e collasserà; per salvare Lupin e la sua banda, Zenigata si fa accompagnare da Suminawa, che vuole riavere indietro la nipote.
Arrivati al tesoro, una grande quantità di oro ed oggetti in oro (archibugi, armature, perfino le tegole di una piccola fortezza), Lupin e gli altri devono vedersela con i Fuma; lo scontro ha esito altalenante, finché la trappola non scatta; i Fuma muoiono tutti, Lupin e compagnia fuggono e vengono aiutati giusto in tempo da Zenigata. Usciti dalle grotte, il gruppo si separa; Lupin e Jigen fuggono sulla 500, superati da Fujiko che ha potuto prendere qualche tegola d'oro; Goemon, sentendosi incapace di badare a Murasaki, la scioglie dal vincolo nuziale e se ne va; Murasaki, dapprima triste, viene consolata dal nonno, secondo cui Goemon tornerà a prenderla quanto si sentirà pronto, e la ragazza fa una linguaccia al fidanzato; Zenigata, nonostante le proteste e le suppliche di nonno e nipote, si rimette in caccia motivando la decisione così: "Lupin fa sempre qualcosa, caro signore! Lupin ha violato le norme del traffico!!!!"

## Distribuzione

### Edizione italiana
Il film fu distribuito in Italia direttamente in VHS nel 1992. Il doppiaggio italiano fu eseguito dalla MI.TO. Film.

## Accoglienza
La cospirazione dei Fuma è uno dei film di Lupin III più apprezzati in America, mentre non è stato ben accolto in Giappone. La sostituzione dei soliti doppiatori e del solito compositore ha alienato i fan. Tuttavia, il livello dell'animazione venne indicato come "eccezionalmente alto".
Mike Crandol, scrivendo per Anime News Network, ha definito La cospirazione dei Fuma "molto probabilmente la puntata più animata della serie", di gran lunga superiore agli altri Special TV successivi. Ha elogiato le scene d'inseguimento come punti salienti del film e il fatto che i personaggi "esprimono la loro personalità attraverso i loro movimenti", cosa che ha definito non comune negli anime. Tuttavia, Crandol ha dichiarato che la "trama mordi-e-fuggi" lo rende una scarsa introduzione a Lupin III per i nuovi spettatori e ha ritenuto che il film fosse troppo "frettoloso". Al cambio del doppiatore, ha evidenziato che Toshio Furukawa fa sembrare Lupin un "truffatore principiante rispetto al ladro esperto di altre avventure".
Daryl Surat di Otaku USA ha anche definito questa la migliore animazione di Lupin e ha elogiato le sequenze degli inseguimenti.

## Colonna sonora
- Lupin the 3rd - Fuma Conspiracy - Original Soundtrack (King Record 21/12/1987 K32X-7100).

## Edizioni home video

### VHS
La VHS del film è uscita per conto di Medusa Video negli anni novanta. In questa edizione è stata censurata la sigla iniziale quasi totalmente e una scena dove Lupin e Jigen scappano dalla polizia in 500 e finiscono nelle terme con donne coperte solo da asciugamani, benché non fosse erotica ma solo comica.

### DVD
L'OAV è stato pubblicato in DVD il 24 ottobre 2002 dalla Yamato Video (e identicamente ristampato anche per le edicole con De Agostini varie volte e il 25 novembre 2011 con La Gazzetta dello Sport) e contiene:
- Audio
  - Doppiaggio italiano 5.1
  - Doppiaggio italiano 1.0
  - Doppiaggio giapponese 1.0
- Sottotitoli
  - Italiano
- Extra
  - Trailer italiano
  - Trailer giapponese
  - Trailer Yamato
  - Crediti